# Kubanowka (Kaliningrad)
Kubanowka (russisch Кубановка, deutsch Brakupönen, 1938 bis 1945 Roßlinde, litauisch Brakupėnai) ist ein Ort in der russischen Oblast Kaliningrad im Rajon Gussew. Der Ort gehört zur kommunalen Selbstverwaltungseinheit Stadtkreis Gussew. 

## Geographische Lage
Kubanowka liegt zwölf Kilometer nordöstlich der jetzigen Rajonshauptstadt und einstigen Kreisstadt Gussew (Gumbinnen) an der russischen Regionalstraße R 508 (27A-027). Innerorts endet eine von Maiskoje (Mallwischken, 1938 bis 1946 Mallwen) an der Fernstraße A 198 (27A-040, einstige deutsche Reichsstraße 132) kommenden Nebenstraße (27K-153). Eine Bahnanbindung besteht nicht.

## Geschichte
Das einstige Brakupönen fand im Jahre 1539 in einem Zinsregister seine erste Erwähnung. 1785 war es königliches Domäne-Amt und wurde am 18. April 1874 Sitz und namensgebend für einen neu errichteten Amtsbezirk, der – 1939 in „Amtsbezirk Roßlinde“ umbenannt – bis 1945 bestand und zum Kreis Gumbinnen im Regierungsbezirk Gumbinnen der preußischen Provinz Ostpreußen gehörte.
Im Jahre 1910 waren in Brakupönen 806 Einwohner gemeldet, von denen 376 im Dorf und 430 im Gutsbezirk Brakupönen-Remontedepot lebten. Ihre Zahl verringerte sich bis  1933 auf 769 (320 bzw. 449 im Gemeindefreien Gutsbezirk Brakupönen, ab 1938: Roßlinde-Remonteamt) und belief sich 1939 auf 759 (305 bzw. 454).
Aus politisch-ideologischen Gründen wurde Brakupönen am 3. Juni – amtlich bestätigt am 16. Juli – des Jahres 1938 in „Roßlinde“ umbenannt. 1945 kam das Dorf in Kriegsfolge mit dem nördlichen Ostpreußen zur Sowjetunion.
Es erhielt 1947 die russische Bezeichnung Kubanowka. Gleichzeitig wurde das Dorf in den Dorfsowjet Krasnogorski selski Sowet im Rajon Gussew eingegliedert. Seit etwa 1980 war Kubanowka Verwaltungssitz dieses Dorfsowjets. Im Jahr 2008 wurde Kubanowka Sitz einer Landgemeinde. Seit 2013 gehört der Ort zum Stadtkreis Gussew.

### Amtsbezirk Brakupönen/Roßlinde (1874–1945)
Zum Amtsbezirk Brakupönen, der 1939 in „Amtsbezirk Roßlinde“ umbenannt wurde, gehörten neun, später noch acht Dörfer:
| Name                          | Änderungsname 1938 bis 1946 | Russischer Name | Bemerkungen                                                     |
| ----------------------------- | --------------------------- | --------------- | --------------------------------------------------------------- |
| Ballienen                     | Riedwiese                   | Sosnowka        |                                                                 |
| Brakupönen, Dorf              | Roßlinde                    | Kubanowka       |                                                                 |
| Brakupönen, Remontedepot      | Roßlinde, Remonteamt        |                 | 1940 in einen speziellen Gutsbezirk nach Reichsrecht umgebildet |
| Karmohnen                     |                             | Sosnowka        |                                                                 |
| Korellen                      |                             |                 |                                                                 |
| Mingstimmen                   | seit 1935: Angerfelde       | Kirowo          |                                                                 |
| Skardupönen                   | Matzrode                    | Charitonowka    |                                                                 |
| Uszballen 1936–38: Uschballen | Birkenried                  | Loschtschinka   |                                                                 |
| Wannagupchen                  | seit 1935: Habichtsau       | Nowy Mir        |                                                                 |

### Kubanowskoje selskoje posselenije 2008–2013

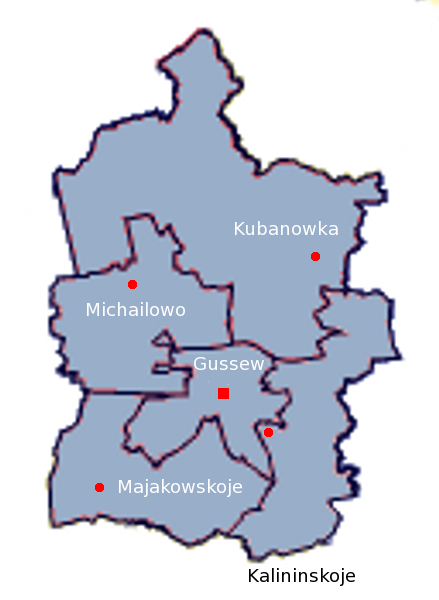
Die Lage der Landgemeinde Kubanowkoje selskoje posselenije im Norden des Rajon Gussew

Die Landgemeinde Kubanowskoje selskoje posselenije (ru. Кубановское сельское поселение) wurde im Jahr 2008 eingerichtet.  Ihr waren zwölf Siedlungen zugeordnet, die vorher zu den Dorfbezirken Krasnogorski selski okrug und Maiski selski okrug gehörten. Die Gemeindefläche betrug 249 km², auf der 2.720 Einwohner im Jahr 2010 gezählt wurden. Im Jahr 2013 wurde die Gemeinde aufgelöst und deren Siedlungen in den Stadtkreis Gussew eingegliedert.
| Ortsname                       | deutscher Name                 |
| ------------------------------ | ------------------------------ |
| Dwinskoje (Двинское)           | Warkallen/Roloffseck           |
| Iljino (Ильино)                | Bumbeln                        |
| Jasnoje Pole (Ясное Поле)      | Krausenwalde                   |
| Judino (Юдино)                 | Blecken                        |
| Krasnogorskoje (Красногорское) | Niebudszen/Herzogskirch        |
| Kubanowka (Кубановка)          | Brakupönen/Roßlinde            |
| Loschtschinka (Лощинка)        | Uszballen/Birkenried           |
| Maiskoje (Майское)             | Mallwischken/Mallwen           |
| Meschduretschje (Междуречье)   | Groß Pillkallen/Kallenfeld     |
| Otschakowo (Очаково)           | Groß Kannapinnen/Steinsruh     |
| Sewerny (Северный)             | Klein Kannapinnen/Kleinblecken |
| Tamanskoje (Таманское)         | Springen                       |

## Kirche
Die weitaus größte Mehrheit der Bevölkerung Brakupönens resp. Roßlindes war vor 1945 evangelischer Konfession. Das Dorf war in das Kirchspiel der Kirche Niebudszen (der Ort hieß zwischen 1938 und 1946: Herzogskirch, danach russisch: Krasnogorskoje) eingepfarrt und war somit Teil des Kirchenkreises Gumbinnen innerhalb der Kirchenprovinz Ostpreußen der Kirche der Altpreußischen Union. Nach 1945 war kirchliches Leben hier nahezu erloschen. Heute liegt Kubanowka im Einzugsbereich der neu entstandenen evangelisch-lutherischen Gemeinde der Salzburger Kirche in Gussew (Gumbinnen), die Pfarrsitz ist und zur Propstei Kaliningrad (Königsberg) der Evangelisch-lutherischen Kirche Europäisches Russland gehört.

## Persönlichkeiten

### Aus dem Ort gebürtig
- Julius Mentz (* 29. Januar 1845 in Brakupönen; † 21. März 1927), Domänenpächter und Mitglied des Deutschen Reichstages

### Mit dem Ort verbunden
- Toni Schawaller (1889–1961), ostpreußische Heimatdichterin, heiratete 1916 nach Brakupönen. An dem Wohnhaus der Familie Schawaller wurde 1993 eine Gedenktafel für sie angebracht[3].